# Lischkeia
Lischkeia is een geslacht van weekdieren uit de klasse van de Gastropoda (slakken).

## Soorten
- Lischkeia alicei (Dautzenberg & Fischer, 1896)
- Lischkeia alwinae (Lischke, 1871)
- Lischkeia imperialis (Dall, 1881)
- Lischkeia mahajangaensis Vilvens, 2002
- Lischkeia miranda (Locard, 1897)
- Lischkeia reginamaris Habe & Okutani, 1981
- Lischkeia undosa Kuroda & Kawamura, 1956